# Octavio Zambrano
Octavio Zambrano Viera (Guayaquil, 3 de febrero de 1958) es un exfutbolista y entrenador ecuatoriano. 
Tiene amplia experiencia en Europa, Estados Unidos, Canadá y toda Sudamérica. Zambrano posee diplomas A de la UEFA y la Federación de Fútbol Estadounidense USSF. Zambrano es uno de los entrenadores más ganadores de la MLS (Major League Soccer), su 70 % de triunfos lo ubica en el segundo lugar detrás de Bruce Arena.

## Trayectoria como jugador
Zambrano en su etapa como futbolista se desempeñó en la posición de volante creativo. Debutó como profesional en Unión Deportiva Valdez, club donde se mantuvo antes de migrar a los Estados Unidos en 1980. En ese año asiste a la Universidad Chapman en donde se vincula al equipo de fútbol de la universidad. Ahí jugó dos años, siendo elegido novato del año y consiguiendo el título regional de la Western Soccer League. Años más tarde jugó dos temporadas como profesional en Los Ángeles Lazers de la Major Indoor Soccer League.

## Trayectoria como entrenador
Una vez finalizada su carrera como futbolista, entra en el ámbito de la dirección técnica. En 1990 fue contratado por Rildo Menezes, exjugador del Santos de Brasil y New York Cosmos, como su asistente técnico en los California Emperors en la liga precursora a la MLS, la American Professional Soccer League. Luego, en 1992, Menezes lo lleva como su asistente técnico a Los Ángeles Salsa. En ese año es nombrado director técnico del equipo Los Ángeles Cobras de la USISL. También dirigió exitosamente al equipo sub-19 de Los Ángeles Salsa, llevándolos a la final del torneo Nacional sub-19 en los EE. UU., la Copa McGuire. Gracias a estos logros fue nombrado el técnico del año en la División Oeste de USISL. Después de su trabajo en el equipo juvenil de Los Ángeles, Zambrano fue contratado como director general de la academia de fútbol con base en el sur de California, Mission Viejo Pateadores, una de las academias más prestigiosas de Estados Unidos y todavía vigente en el torneo nacional estadounidense.
Al inicio de la MLS, en 1996, fue contratado por Los Ángeles Galaxy como asistente del técnico alemán Lothar Osiander llegando a disputar la final de la Major League Soccer 1996 contra el DC United. En 1997 Zambrano asumió las funciones de director técnico interino cuando Osiander fue despedido, tomando un equipo con un récord negativo de tres partidos ganados y doce perdidos. El Galaxy de Zambrano ganó catorce partidos y perdió tres logrando ingresar a los play-offfs. Además, llevó a la escuadra a convertirse en el primer equipo norteamericano en jugar una final de la Copa de Campeones de la Concacaf 1997 contra el Cruz Azul mexicano (3-4 marcador final). Esta campaña resultó en la consecución de un contrato por dos años como director técnico del equipo angelino. Para la temporada de la Major League Soccer 1998, Los Ángeles Galaxy finalizaron la temporada regular con veinticuatro victorias y ocho derrotas, y batió muchos récords todavía vigentes en la MLS, entre ellos el del equipo más goleador en la historia de la liga norteamericana, con ochenta y cinco goles a favor en treinta y seis juegos y la valla menos vencida con cuarenta y tres goles recibidos, el mayor número de puntos conseguidos y conquistó el título de la Conferencia Oeste (MLS) y el MLS Supporters' Shield, premio a la mayor cantidad de puntos obtenidos en la temporada. Sin embargo, una vez comenzados los playoffs, cayeron contra el Chicago Fire. En 1999, cuando tan solo iban cinco partidos jugados en la temporada, el equipo cambió de dueños y Zambrano fue despedido. En ese año Zambrano viajó a Holanda por tres meses e hizo una pasantía con el Feyenoord de Leo Benhakker.
En el año 2000, Zambrano fue contratado como director técnico del equipo MetroStars de New York, reemplazando al famoso técnico Bora Milutinovic. Dirigió el equipo por tres años, con dos exitosas campañas llevando al equipo del último al primer lugar y consiguiendo ganar el título de la Conferencia Este (MLS) y jugando dos semifinales de liga, pero en el tercer año quedó fuera de los play-offs. A fines de 2002, Zambrano fue reemplazado por Bob Bradley. Zambrano todavía posee los récords de partidos ganados en liga y promedio de goles anotados en la franquicia neoyorquina, superando a todos los entrenadores del MetroStars/Red Bull presente y pasado, una lista en la que se encuentran nada menos que: Carlos Queiroz, Carlos Alberto Parreira, Bora Milutinovic, Bruce Arena, Bob Bradley, Juan Carlos Osorio y Hans Backe. Durante sus tres años de actividad el MetroStars de Nueva York realizó 3 giras a Europa enfrentando y venciendo en partidos amistosos a equipos como el Benfica de Portugal, el Perugia de Italia y el FC Colonia de Alemania; además de dos triunfos notables en casa contra el Boca Juniors (3-2) de Washington Tabares y contra el Bayern Múnich (2-1) de Omar Hitsfeld, entonces recién coronado Campeón de Europa. Cabe mencionar que Zambrano fue elegido vicepresidente de FENODE (Federación de Deportes Ecuatoriano-Norteamericana) desde 2003 hasta 2006.
A fines de 2006, fue contratado como director técnico del CS Tiligul-Tiras Tiraspol de Moldavia. En 2008, después de levantar al equipo desde la zona de descenso hasta la cuarta ubicación en la liga, Zambrano fue contratado por el FC Tatabánya en la Nemzeti Bajnokság I de Hungría. El 3 de diciembre de 2009, fue contratado como técnico asistente por el Kansas City Wizards, actualmente llamado Sporting KC. En dos años de trabajo en Kansas, consiguió que el equipo pasara de no entrar en los play offs por cinco años consecutivos a llegar a las semifinales del torneo, donde quedó fuera de la final por apenas un gol.
Deportivo Pereira (2011)
En diciembre de 2011, Zambrano es contratado como director técnico del Deportivo Pereira. En su segundo torneo, Finalización 2012, Deportivo Pereira bajo la dirección de Zambrano rompió el récord de puntos obtenidos en la historia del fútbol colombiano desde la instauración de torneos cortos, consiguiendo curenta y tres de cincuenta y cuatro posibles, y aunque perdió su opción en el cuadrangular final, fue el equipo más goleador del torneo y recibió el menor número de goles, manteniéndose invicto por once meses y veinte días en el estadio Hernán Ramírez Villegas. En el primer torneo de 2013, el Deportivo Pereira perdió a los jugadores importantes de la memorable campaña anterior lo que suscitó que el equipo comenzara lentamente y en mitad de tabla, a mediados de temporada el presidente del cuadro matecaña, Álvaro López Bedoya, tomó la decisión de cambiar las funciones de Zambrano y lo promovió a mánager y director deportivo. En diciembre de 2013, Zambrano renunció a su cargo de mánager y director deportivo debido a la crisis administrativa del equipo Matecaña.
Club Deportivo El Nacional (2014)
En agosto de 2014, es oficializado en el Club Deportivo El Nacional de Quito. Cuando tomó al equipo, este se encontraba en zona de descenso y Zambrano lo catapultó al séptimo lugar, terminando a solo un punto de conseguir cupo a la Copa Sudamericana. El 17 de mayo de 2015, Zambrano renuncia a la dirección técnica de El Nacional.
Delfín Sporting Club (2016)
Zambrano tras dejar las filas de los puros criollos al año siguiente dirige al cuadro manabita de Delfín S.C. en la cual hace una aceptable etapa. Lastimosamente no logra el último boleto a Copa Sudamericana ya que queda a un punto de Fuerza Amarilla en la tabla acumulada.
Selección de Canadá (2017) 
Para el 17 de marzo de 2017, es designado como nuevo entrenador de la selección de Canadá, dejando su cargo el 8 de enero de 2018.
Independiente Medellín (2018)
El 15 de junio de 2018, es confirmado como nuevo director técnico del Independiente Medellín de la Liga Águila de Colombia, siendo esta su segunda etapa en Colombia y consiguiendo llegar con este equipo el Independiente Medellín a la final de la Liga II del futbol colombiano, donde disputaría la ansiada final ante nada más y nada menos ante el Junior de Barranquilla, que a la postre sería el campeón del fútbol colombiano, donde por ser el subcampeón colombiano y el que más puntos sumó en la temporada, consiguió clasificar para la Copa Libertadores de América 2019, en donde arrancaría jugando desde la segunda fase ante el Club Deportivo Palestino de Chile. El primer duelo en territorio chileno terminó empatado el marcador 1 a 1, con leve ventaja para el equipo colombiano, ya en la vuelta en el estadio Atanasio Girardot donde hace de local el equipo poderoso de la montaña otra vez empataron 1 a 1 durante los 90 minutos.
Siendo así la definición a la tercera fase de la Copa Libertadores se definiría desde el punto penal, donde el equipo de Palestino del técnico Ivo Basay supo hacer las cosas y ganar 4 a 2 en la definición y así clasificarse para la siguiente ronda del torneo continental.
Para el Torneo Apertura 2019, tras los malos resultados obtenidos en los torneos participantes en los que quedó relegado y eliminado, el equipo colombiano decidió por dar por terminado el contrato del profesor Zambrano el 5 de abril de 2019 y agradecer su profesionalismo y dedicación a la institución poderosa. 
Deportivo Pasto (2019)
El 2 de octubre de 2019 y tras muchos rumores, es confirmado como nuevo director técnico del Deportivo Pasto de la Liga Águila de Colombia siendo su tercera etapa dirigiendo equipos del fútbol profesional colombiano.
El miércoles 4 de diciembre de 2019, es destituido del cargo de entrenador del Deportivo Pasto por razones de acoso laboral y falta de pago de su salario.
En su corto paso por el equipo al que llegó en el mes de octubre, sus números constan de siete partidos dirigidos en la liga de los cuales ganó uno, empató tres y perdió los restantes por tal razón no se clasificó para los cuadrangulares finales.
También dirigió al equipo en las semifinales de la copa Colombia donde cayó  3 a 2 ante el Independiente Medellín y quedó eliminado del torneo.
Club Deportivo FAS (2022)
Es presentado el 23 de junio de 2022 como director técnico de Club Deportivo FAS de El Salvador, logrando el título de campeón nacional el domingo 15 de noviembre al vencer en la final al Jocoro con el marcador de 2-0.

## Clubes

### Como jugador
| Club      | País    | Año  |
| --------- | ------- | ---- |
| UD Valdez | Ecuador | 1979 |

### Como asistente técnico
| Club                | País           | Año       | Asistente de      |
| ------------------- | -------------- | --------- | ----------------- |
| Los Angeles Lazers  | Estados Unidos | 1980-1983 | Peter Wall        |
| California Emperors | Estados Unidos | 1990      | Dieter Hochheimer |
| Los Ángeles Salsa   | Estados Unidos | 1992-1993 | Dieter Hochheimer |
| Los Ángeles Galaxy  | Estados Unidos | 1996-1997 | Lothar Osiander   |
| Kansas City         | Estados Unidos | 2009-2011 | Peter Vermes      |

### Como entrenador
| Club                      | País           | Año       |
| ------------------------- | -------------- | --------- |
| East Los Ángeles Cobras   | Estados Unidos | 1993-1994 |
| Los Ángeles Salsa         | Estados Unidos | 1994      |
| Mission Viejo Pateadores  | Estados Unidos | 1995      |
| Los Ángeles Galaxy        | Estados Unidos | 1997-1999 |
| MetroStars                | Estados Unidos | 2000-2002 |
| CS Tiligul-Tiras Tiraspol | Moldavia       | 2006-2008 |
| FC Tatabánya              | Hungría        | 2008-2009 |
| Deportivo Pereira         | Colombia       | 2011-2013 |
| El Nacional               | Ecuador        | 2014-2015 |
| Delfín SC                 | Ecuador        | 2016      |
| Selección de Canadá       | Canadá         | 2017-2018 |
| Independiente Medellín    | Colombia       | 2018-2019 |
| Deportivo Pasto           | Colombia       | 2019      |
| Club Deportivo FAS        | El Salvador    | 2022      |

## Palmarés

### Como entrenador
| Reconocimientos        | Club               | País           | Año  |
| ---------------------- | ------------------ | -------------- | ---- |
| Conferencia Oeste      | Los Ángeles Galaxy | Estados Unidos | 1998 |
| MLS Supporters' Shield | Los Ángeles Galaxy | Estados Unidos | 1998 |
| Conferencia Este       | MetroStars         | Estados Unidos | 2000 |
| Apertura 2022          | Club Deportivo FAS | El Salvador    | 2022 |

### Otros logros
- Subcampeón de la Categoría Primera A 2018-II con el Independiente Medellín